# Ochicanthon mussardi
Ochicanthon mussardi là một loài bọ cánh cứng trong họ Bọ hung (Scarabaeidae).